# Carthage (Missisipi)
Carthage – miasto w Stanach Zjednoczonych, w stanie Missisipi, siedziba administracyjna hrabstwa Leake.